# Phân loại bệnh lao
Hệ thống phân loại lâm sàng hiện tại cho bệnh lao (Tuberculosis - TB) dựa trên cơ chế bệnh sinh của bệnh. 
Các nhà cung cấp dịch vụ chăm sóc sức khỏe phải tuân thủ luật pháp và quy định của địa phương yêu cầu báo cáo về bệnh lao. Tất cả những người bị bệnh lao lớp 3 hoặc lớp 5 phải được báo cáo kịp thời cho sở y tế địa phương. 
| Lớp | Type                                                  | Mô tả |
| --- | ----------------------------------------------------- | --- |
| 0   | Không phơi nhiễm với TB Không nhiễm                   | Không có tiền sử phơi nhiễm Phản ứng âm tính với xét nghiệm lao tố da |
| 1   | Tiếp xúc với bệnh lao Không có bằng chứng nhiễm trùng | Lịch sử tiếp xúc Phản ứng âm tính với xét nghiệm lao tố da |
| 2   | Nhiễm lao không có bệnh                               | Phản ứng dương tính với xét nghiệm lao tố da Xét nghiệm vi khuẩn học âm tính (nếu thực hiện) Không có bằng chứng lâm sàng, vi khuẩn, hoặc hình ảnh X-quang của bệnh lao                                                                 |
| 3   | TB, hoạt động lâm sàng                                | Nuôi cấy M.tuberculosis dương tính (nếu được thực hiện) Bằng chứng lâm sàng, vi khuẩn, hoặc phóng xạ của bệnh hiện tại |
| 4   | TB hoạt động lâm sàng                                 | Có tiền sử mắc bệnh lao hoặc Phát hiện X-quang bất thường nhưng ổn định Phản ứng dương tính với xét nghiệm lao tố da Các nghiên cứu vi khuẩn âm tính (nếu được thực hiện) và Không có bằng chứng lâm sàng hoặc X-quang về bệnh hiện tại |
| 5   | Nghi ngờ TB                                           | Chẩn đoán bệnh lao cần được chẩn đoán trong hoặc ngoài trong vòng 3 tháng |

1. ↑  Diagnostic Standards and Classification of Tuberculosis in Adults and Children Lưu trữ ngày 13 tháng 6 năm 2009 tại Wayback Machine. Am. J. Respir. Crit. Care Med., Volume 161, Number 4, April 2000, 1376-1395.  This Official Statement of the American Thoracic Society and the Centers for Disease Control and Prevention was Adopted by the ATS Board of Directors, July 1999. This Statement was endorsed by the Council of the Infectious Disease Society of America, September 1999.  Class 0-5 are explained on pages 1391-1392.